# Гвадањоло (Рим)
Гвадањоло је насеље у Италији у округу Рим, региону Лацио.
Према процени из 2011. у насељу је живело 55 становника. Насеље се налази на надморској висини од 1153 м.